# 陽春麺
陽春麺（ようしゅんめん、ヤンツンメン、中国語:陽春麵）はスープだけで具を入れない中華料理（麺料理）である。光麵や清湯麵、摵仔麵とも呼ばれる。中国国内では江蘇省や上海市でよく食べられ、台湾でも食べられている。時間をかけずに調理が出来るので、人気のある料理となっている。細麺や幅の広い麺など、麺の種類は問わない。
「陽春」の由来は、『辞海』によると「農暦（中国暦のこと）10月は小陽春と呼ばれ、ちまたでは隠語的に10を表す」と載っている。明の謝肇淛著『五雑組』天部巻によると「太陽の光によると、4月では寒い日が多く、10月では暖かい日が多い。桃やスモモが良く育ち、小陽春と呼ばれるようになった」と書いてある。転じて、麺1杯の一般的な値段は10文銭だったという意味も込めて、10文銭1杯の麺が陽春麺と呼ばれるようになった。
栗良平の作品『一杯のかけそば』の中国語版の題名が、『一碗陽春麵』である。